# Ajvar

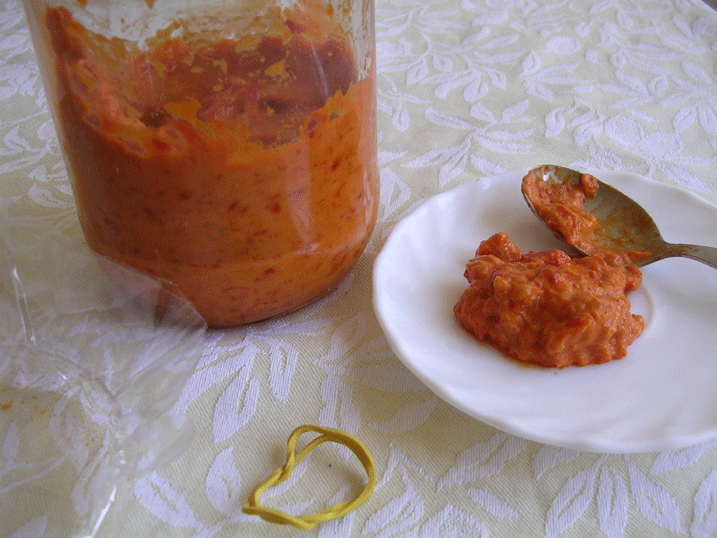
Ajvar

Ajvar is een smaakmaker die hoofdzakelijk bestaat uit rode paprika, aubergine, zout, plantaardige olie en specerijen. Het komt oorspronkelijk uit Macedonië en is hoofdzakelijk populair op de Balkan.
Ajvar kan gegeten worden op brood, als toevoeging op sandwiches, als smaaktoevoeging (vaak gebruikt bij gegrild of geroosterd vlees), of als onderdeel van een salade.

## Etymologie
De naam "ajvar" stamt af van het Turkse woord havyar, dat "gezouten viskuit" betekent, en deelt een etymologie met kaviaar.

## Traditionele bereiding

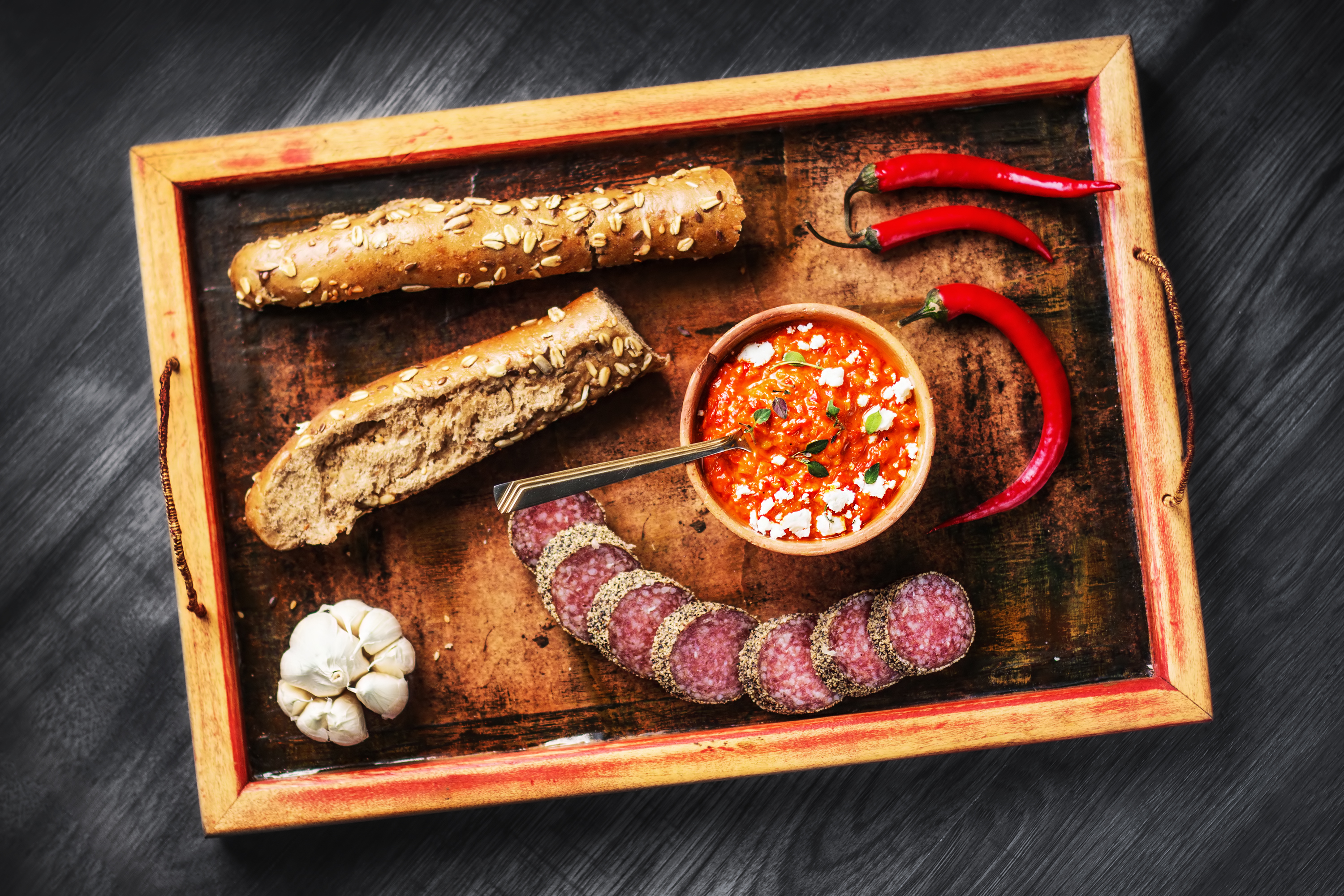
Ajvar met een baguette, knoflook, chilipepers en salami

Het bereiden van ajvar is enigszins arbeidsintensief, omdat het veel handmatig werk vereist, zeker als het aankomt op het pellen van de geroosterde paprika. Volgens traditie wordt het bereid gedurende de herfst, wanneer er paprika's genoeg voorhanden zijn, geconserveerd in glazen potten, en gedurende het hele jaar gegeten.
Om ajvar te kunnen produceren, worden de rode paprika en de aubergine in hun geheel gegaard in een oven of op een open vuur. De gegaarde paprika's dienen kort te rusten in een afgesloten kom, om af te koelen en om het vel de mogelijkheid te geven om los te komen van het vlees. Daarna wordt de paprika van zijn vel en zaden ontdaan en worden ze gemalen of in kleine stukjes gehakt (naar de laatste variant wordt vaak verwezen als pinđur). Als laatste wordt het geheel enkele uren gestoofd in grote potten met toegevoegde zonnebloemolie en soms knoflook. Om een langere houdbaarheid te garanderen wordt er op het laatste moment nog zout en soms azijn doorheen geroerd. Dan wordt de massa in potten gegoten en worden direct de deksels erop gedaan.

## Productie
De beste ajvar wordt thuis gemaakt, omdat alleen het handmatig verwijderen van het vel en de zaden van de paprika ervoor zorg draagt dat de licht bittere smaak die deze onderdelen veroorzaken, niet tot uiting kan komen.
Ajvar wordt tegenwoordig ook op grote schaal industrieel geproduceerd.

### Industriële producenten
- Vitaminka, Bosnië en Herzegovina
- Vegafruit, Bosnië en Herzegovina
- Podravka, Kroatië
- VORI, Noord-Macedonië
- Vitaminka, Noord-Macedonië
- PIK Bečej, Servië
- Droga Kolinska, Slovenië
- Penguen Gida, Turkije
- Baktat, Duitsland
- Zdrava, Albanië